# Island ved sommer-OL 2024
Island deltog i sommer-OL 2024 i Paris, Frankrig, fra den 26. juli til den 11. august 2024.
De vandt ingen medaljer.

## Medaljer
| 2024 Paris | Guld | Sølv | Bronze | Total |
| Island     | 0    | 0    | 0      | 0     |

### Medaljevinderne
| Island under sommer-OL 2024 i Paris | Island under sommer-OL 2024 i Paris | Island under sommer-OL 2024 i Paris | Island under sommer-OL 2024 i Paris | Island under sommer-OL 2024 i Paris |
| Medalje                             | Navn                                | Sport                               | Event                               | Dato                                |
| ----------------------------------- | ----------------------------------- | ----------------------------------- | ----------------------------------- | ----------------------------------- |
| -                                   | -                                   | -                                   | -                                   | -                                   |